# 玫瑰-贡贝尔城堡科技园站
玫瑰-贡贝尔城堡科技园站是法国东南部城市马赛的一个地铁车站，位于马赛地铁1号线上，也是该地铁线路的东北侧起点站。

## 站名
"玫瑰"是这一街区的名称。

## 位置
玫瑰-贡贝尔城堡科技园站位于马赛市区的东北部，属于13区。车站呈东北-西南走向，是一个高架车站，有自动扶梯连接地面。

## 设施
玫瑰-贡贝尔城堡科技园站站内设有自动售票机及无障碍设施。

## 站台设置
| 西北↑ |      |                   |
|       | 侧式 |                   |
|       |      | 拉富拉热尔站方向← |
|       |      | （终点，仅下客）  |
|       | 侧式 |                   |
| 东南↓ |      |                   |

## 配套交通

### 城市公共交通
| 玫瑰-贡贝尔城堡科技园站附近的公共交通线路 |            |          |
| 公交车站名称                              | 位置       | 停靠线路 |
| 玫瑰-贡贝尔城堡科技园站                   | 地铁站附近 |          |
| 1.                                        |            |          |

此外，当地铁线路发生故障或施工时，马赛交通局可能提供临时摆渡车。

### 社会车辆
玫瑰-贡贝尔城堡科技园站附近设有P+R停车场。

## 临近车站
| 玫瑰-贡贝尔城堡科技园站（La Rose - Technopôle de Château-Gombert） |               |               |
| 上行车站                                                           | 线路          | 下行车站      |
| （起点）                                                           | 马赛地铁1号线 | 凉谷站 → 970m |
| - 本表仅显示运营中的线路及车站                                     |               |               |